# フォックス・ビジネス
フォックス・ビジネス（Fox Business）は、アメリカのケーブルのニュースチャンネル。放送ネットワークを指す場合はフォックス・ビジネス・ネットワーク（Fox Business Network）と呼ばれる。フォックス・コーポレーションにより所有されている。衛星ではディレクTVとディッシュ・ネットワークで視聴ができる。2007年10月15日から放送を開始した。